# Stazione di Izumizaki
La stazione di Izumizaki (泉崎駅?, Izumizaki-eki) è una stazione ferroviaria situata della città di Shirakawa, nella prefettura di Fukushima, ed è servita dalla linea principale Tōhoku regionale della JR East.

## Servizi ferroviari
East Japan Railway Company
■ Linea principale Tōhoku (servizi regionali)

## Struttura
La stazione è dotata di due marciapiedi laterali con due binari passanti in superficie, collegati da un sovrappassaggio. È presente un distributore automatico di biglietti, e sono assenti i tornelli di accesso automatici.
| 1 | ■ Linea principale Tōhoku | per Kōriyama, Fukushima e Sendai   |
| 3 | ■ Linea principale Tōhoku | per Shirakawa, Kuroiso, Utsunomiya |

## Stazioni adiacenti
| «                       | Servizio                | »                       |
| Linea principale Tōhoku | Linea principale Tōhoku | Linea principale Tōhoku |
| ----------------------- | ----------------------- | ----------------------- |
| Kutano                  | -                       | Yabuki                  |